# Piana
Piana é uma comuna francesa na região administrativa de Córsega, no departamento de Córsega do Sul. Estende-se por uma área de 62,63 km². 
Pertence à rede das As mais belas aldeias de França.